# サン・ジミニャーノ
サン・ジミニャーノ (伊: San Gimignano) は、イタリア共和国トスカーナ州シエーナ県にある、人口約7,500人の基礎自治体（コムーネ）。
美しい塔が立ち並んでいることでよく知られており、1990年には、サン・ジミニャーノ歴史地区としてユネスコの世界遺産に登録された。

## 概要
サン・ジミニャーノに塔が競って建てられるほど栄えたのは、ローマとトスカーナ地方を結ぶ交易路にあったためである。
数々の塔は都市内での権力争いの名残りであり、最も力と富を持つ者が最も高い塔を建てた。また、中世に自治都市として最も繁栄していた時代には、塔を壊すときには新しい塔を建てなければならない法律が整備されていたこともあった。最も多いときには70を超える塔が建っていたが、多くは取り壊され、現在残っているのは14のみである。また近代、現在の市街地はこの地区から数km離れたところにあり、塔を建てる習慣は残っていない。

### 街の名称
街の名はこの地で没した聖ジミニャーノからとされている。

## 地理

### 位置・広がり

#### 隣接コムーネ
隣接するコムーネは以下の通り。括弧内のFIはフィレンツェ県、PIはピサ県所属を示す。
- バルベリーノ・タヴァルネッレ (バルベリーノ・ヴァル・デルサ) (FI)
- チェルタルド (FI)
- コッレ・ディ・ヴァル・デルサ
- ガンバッシ・テルメ (FI)
- ポッジボンシ
- ヴォルテッラ (PI)

### 気候分類・地震分類
サン・ジミニャーノにおけるイタリアの気候分類 (it) および度日は、zona D, 2085 GGである。
また、イタリアの地震リスク階級 (it) では、zona 3 (sismicità bassa) に分類される。

## 行政

### 分離集落
サン・ジミニャーノには、以下の分離集落（フラツィオーネ）がある。
- Badia a Elmi, Castel San Gimignano, Pancole, San Donato, Santa Lucia, Ulignano

## 対外関係

### 姉妹都市･提携都市
- チェスキー・クルムロフ（チェコ共和国南ボヘミア州）
- メーアスブルク（ドイツ連邦共和国バーデン･ヴュルテンベルク州）
- メスティア（ジョージア国サメグレロ･ゼモスヴァネティ州）

## 観光
- サン・ジミニャーノ歴史地区 - ユネスコ世界遺産
- サン・ジミニャーノ1300 - 中世サン・ジミニャーノをテーマとした歴史・芸術博物館

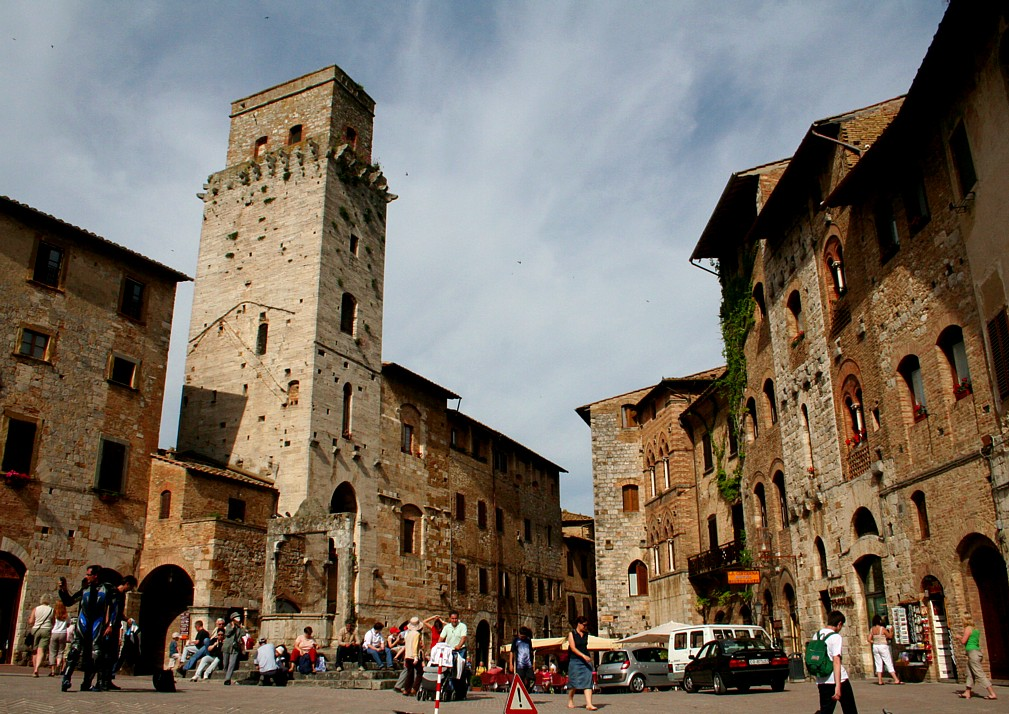
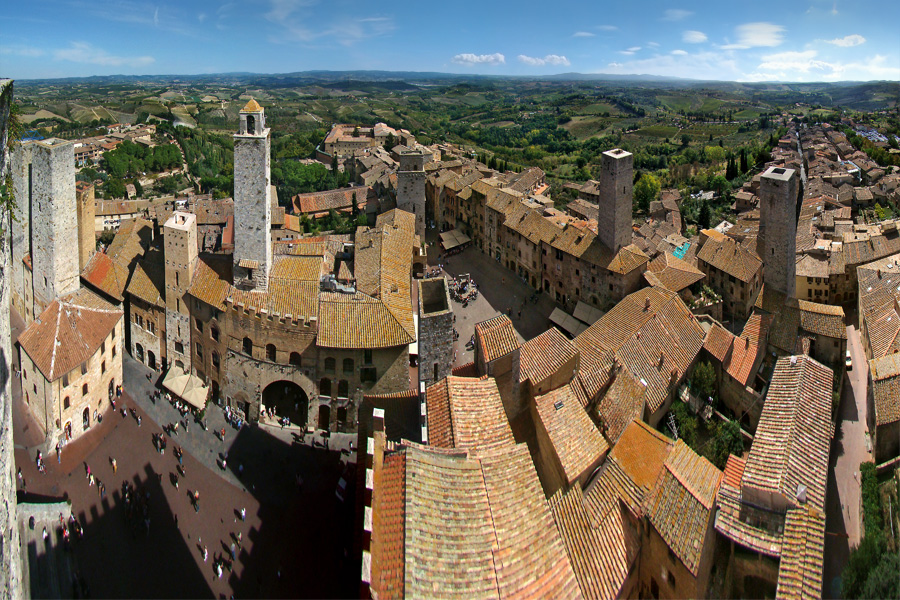
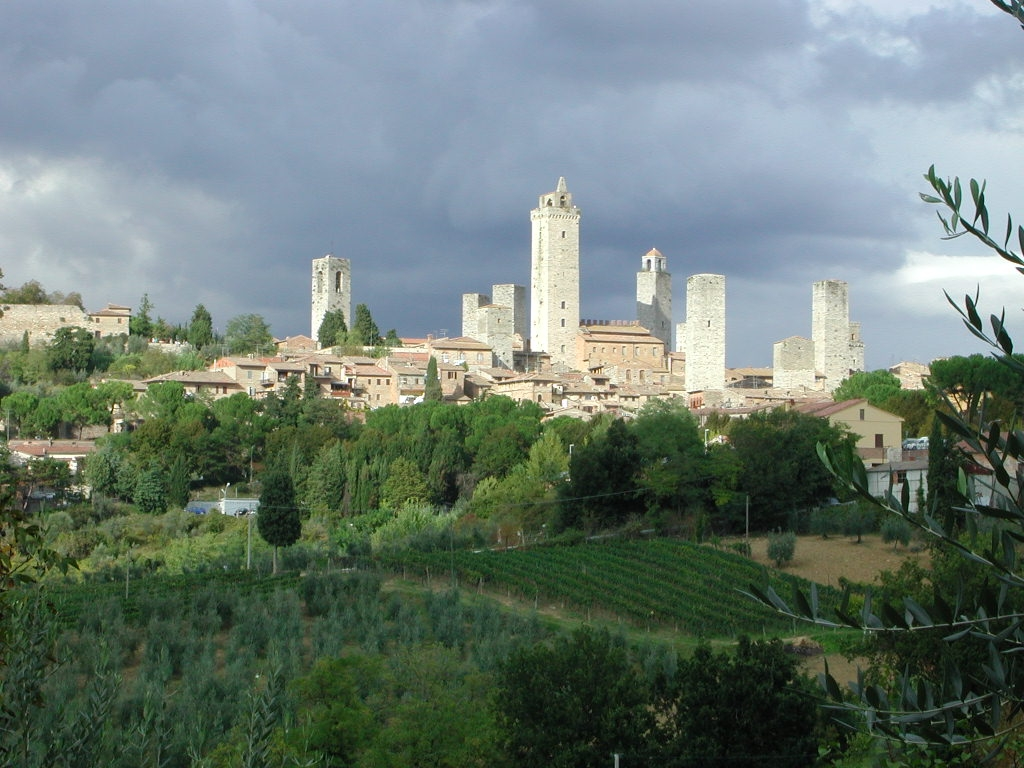